# Lars Kooij
Lars Kooij (Amstelveen, 11 augustus 2000) is een Nederlandse handbalspeler die voor de Duitse club TV Emsdetten speelt.. Op 4 november 2020 debuteerde Kooij in het Nederlands handbalteam.
1 Bart Ravensbergen ·
3 Ivar Stavast ·
4 Lars Kooij ·
5 Rutger ten Velde ·
6 Niko Blaauw ·
9 Florent Bourget ·
11 Iso Sluijters ·
12 Luc Steins ·
13 Samir Benghanem ·
14 Bobby Schagen ·
17 Ivo Steins ·
19 Robin Schoenaker ·
22 Jasper Adams ·
24 Jeffrey Boomhouwer ·
26 Dennis Schellekens ·
27 Alec Smit ·
77 Dani Baijens ·
31 Kay Smits ·
32 Tommie Falke ·
34 Tom Jansen ·
36 René de Knegt ·
70 Thijs van Leeuwen ·
80 Gerrie Eijlers ·
Coach:  Erlingur Richardsson